# Бійся буму та спаду
Fear the Boom and Bust — музичний кліп в стилі хіп-хоп за сюжетом якого Джон Мейнард Кейнс та Фрідріх фон Гаєк пояснюють свої економічні ідеї під час реп-батлу. Відео було опубліковано на YouTube, де отримало майже п’ять мільйонів переглядів. Робота цікава тим, що майже 80 років економічних та філософських суперечок було втиснено в менш ніж шість хвилин динамічного відео.  Там популяризуються ідеї Гаєка, та австрійської школи, про які на відміну від кейнсіанства іноді не чули навіть дипломовані економісти.
Знятий продюсером Джоном Паполою, та професором економіки Університету Джорджа Мейсона Рассом Робертсом. В ролі Кейнса — Біллі Скафурі. В ролі Гайєка — Адам Люстік.

## Сюжет, текст і пояснення
Кейнс та Гайєк, два великі економісти двадцятого століття, повертаються до життя, щоб потрапити на економічну конференцію "Fear the Boom and Bust", присвячену кризі. Перед початком конференції з ініціативи Кейнса друзі вирішують відвідати кілька вечірок, і взагалі погуляти містом. Одночасно вони розповідають свої погляди на економіку.
| музика | Це незавершена стаття про музику. Ви можете допомогти проєкту, виправивши або дописавши її. |